# Кайлан
Кайлан — река в Хабаровском крае России, протекает по территории Нанайского района. Длина реки — 32 км.
Начинается на западном склоне Водораздельного хребта между урочищами Малые Ключи и Овражное. Течёт сначала в западном направлении среди елово-осинового и лиственнично-берёзового леса. Приближаясь к Мухену, в среднем своём течении поворачивает на север, входя в область болот и оставляя по левому берегу урочища Кедры и Клюквенное, по правому — Моховая Равнина. В низовьях по правому берегу лежит гора Кайлан. Впадает в реку Мухен справа на расстоянии 6 км от её устья на высоте 28 метров над уровнем моря.
В летнее время часты паводки, вызываемые интенсивными продолжительными дождями.
- Код водного объекта — 20030900112118100069899[2].